# Brava (concelho de Cabo Verde)
| Brava Concelho da Brava               |                                            |
| \| \| \| \| (Bandeira) \| (Brasão) \| |                                            |
| Localização Brava                     |                                            |
| Gentílico                             | bravense                                   |
| Ilha                                  | Brava                                      |
| Sede                                  | Vila de Nova Sintra                        |
| Freguesias                            | São João Baptista e Nossa Senhora do Monte |
| Área                                  | 67 km²                                     |
| População                             | 5995                                       |
| Dia do Município                      | 24 de junho                                |
| Cód. CGN-CV                           | 91                                         |
| Cód. ISO                              | CV-BR                                      |
| Website                               | www.cmbrava.cv                             |
| Bandeira Brava                        | Brasão Brava                               |
| (Bandeira)                            | (Brasão)                                   |

O Concelho da Brava é um concelho/município de Cabo Verde. É o único concelho da ilha do mesmo nome. A sede do concelho é a Vila de Nova Sintra.
O Dia do Município é 24 de junho, data que coincide com a celebração de São João, padroeiro da ilha.
Desde 2008, o município da Brava é governado pelo Partido Africano para a Independência de Cabo Verde.

## Freguesias
- São João Baptista
- Nossa Senhora do Monte

## Demografia
| População de Brava (concelho de Cabo Verde) (1940–2010) | População de Brava (concelho de Cabo Verde) (1940–2010) | População de Brava (concelho de Cabo Verde) (1940–2010) | População de Brava (concelho de Cabo Verde) (1940–2010) | População de Brava (concelho de Cabo Verde) (1940–2010) | População de Brava (concelho de Cabo Verde) (1940–2010) | População de Brava (concelho de Cabo Verde) (1940–2010) | População de Brava (concelho de Cabo Verde) (1940–2010) |
| ------------------------------------------------------- | ------------------------------------------------------- | ------------------------------------------------------- | ------------------------------------------------------- | ------------------------------------------------------- | ------------------------------------------------------- | ------------------------------------------------------- | ------------------------------------------------------- |
| 1940                                                    | 1950                                                    | 1960                                                    | 1970                                                    | 1980                                                    | 1990                                                    | 2000                                                    | 2010                                                    |
| 8528                                                    | 7937                                                    | 8625                                                    | 7756                                                    | 6985                                                    | 6975                                                    | 6804                                                    | 5995                                                    |